# Diocesi di Jamnia
La diocesi di Jamnia (in latino Dioecesis Iamnitena) è una sede soppressa del patriarcato di Gerusalemme e una sede titolare della Chiesa cattolica.

## Storia
Jamnia, corrispondente alla città di Yavne nell'odierno Israele, è un'antica sede vescovile della provincia romana della Palestina Prima nella diocesi civile d'Oriente. Faceva parte del patriarcato di Gerusalemme ed era suffraganea dell'arcidiocesi di Cesarea.
Non sono molti i vescovi conosciuti di quest'antica diocesi. Il primo è Macrino, che agli inizi del 325 fu destinatario di una lettera di Alessandro di Alessandria riguardante Ario; lo stesso anno Macrino fu presente al concilio niceno. Eliano fu tra i padri del concilio di Costantinopoli del 381. Un anonimo vescovo fu probabilmente presente al sinodo di Diospoli (Lidda) nel 415, che condannò gli errori di Pelagio. Segue il vescovo Stefano I, che in epoca imprecisata dopo il 431 fu nominato dal patriarca Giovenale di Gerusalemme vescovo di Jamnia; fu presente al concilio di Calcedonia del 451. Zenobio prese parte al concilio di Gerusalemme del 518 e sottoscrisse la lettera del patriarca Giovanni di Gerusalemme indirizzata a Giovanni di Costantinopoli. Infine Stefano II fu presente al concilio di Gerusalemme del 536 e ne sottoscrisse gli atti.
Dal 1933 Jamnia è annoverata tra le sedi vescovili titolari della Chiesa cattolica; la sede è vacante dal 16 marzo 1965. Il titolo è stato assegnato in una sola occasione, al vescovo dimissionario di Yokohama, Thomas Asagoro Wakida.

## Cronotassi

### Vescovi greci
- Macrino † (menzionato nel 325)
- Eliano † (menzionato nel 381)
- Anonimo ? † (menzionato nel 415)
- Stefano I † (dopo il 431 - dopo il 451)
- Zenobio † (menzionato nel 518)
- Stefano II † (menzionato nel 536)

### Vescovi titolari
- Thomas Asagoro Wakida (Wakita) † (5 luglio 1951 - 16 marzo 1965 deceduto)